# Orde van Verdienste (Samoa)
De  Orde van Verdienste is een door Malietoa Tanumafili II, koning van Samoa, ingestelde ridderorde met één enkele graad. De koning is de Souverein van de drie Samoaanse ridderorden. Het verlenen van de orden gebeurt in zijn naam door het politiek verantwoordelijke kabinet.
- Companion

Er mogen vijftien Companions zijn.
Een Companion in de Orde van Verdienste volgt in rang op een Companion in de Orde van Samoa.
De onderscheiding wordt verleend voor verdiensten voor kunst, cultuur, literatuur, wetenschap en religie.
Buitenlandse benoemingen gelden als surnumerair.